# Lugalkigin
Lugalkigin – według Sumeryjskiej listy królów dwunasty, ostatni władca tzw. I dynastii z Uruk. Dotyczący go fragment brzmi następująco:
„Lugalkigin (z Uruk) panował przez 36 lat”.
Dalej Sumeryjska lista królów stwierdza, iż „Uruk zostało pokonane, a królestwo przeniesione zostało do Ur”.